# Vanessa Diffenbaugh
Vanessa Diffenbaugh (San Francisco, 1978) es la autora estadounidense de El Lenguaje de las Flores y el no ficticio Diccionario de Flores Victoriano.

## Biografía
Diffenbaugh nació en San Francisco y creció en Chico, California. Después de estudiar escritura creativa y educación en Stanford,  fue a  enseñar arte y escritura a la juventud en comunidades de ingresos bajos.
Durante su tiempo en Stanford,  empezó a tutorar a dos hermanas. Las hermanas fueron asignadas a la custodia de Diffenbaugh a la edad de 23, pero incapaz de encargarse de ellas fueron cedidas al sistema de cuidado adoptivo. La experiencia inspiró a Diffenbaugh y su marido para convertirse en padres de cuidado adoptivo en 2007. En 2010,  fundó Camellia Network, una organización sin fines de lucro que pretendió crear un movimiento a escala nacional para apoyar a la juventud transicionar a partir del cuidado adoptivo. En 2015, la red estuvo adquirida por la organización sin fines de lucro Youth Villages.
Su libro de 2011, El Lenguaje de las Flores, se mantuvo 69 semanas en la lista de mejores vendidos del New York Times y fue traducido a 42 idiomas. La novela sigue la trágica vida de Victoria Jones, quién a la edad de 18, había vivido en 32 casas adoptivas, y se convierte en una arreglista floral. La novela era inspirada en un diccionario de flores, de tipo victoriano que define el significado de los diferentes tipos de flores.  También publicó un nuevo (no ficticio) Diccionario de Flores Victoriano para acompañar su novela. En 2019,  fue anunciada una adaptación a película de la novela, protagonizando Nick Robinson y Kiersey Clemons.
En 2014, Diffenbaugh y su familia se mudaron a Monterey, California desde Cambridge, Massachusetts.

## Obras
- El Lenguaje de las Flores (2011).
- Diccionario de Flores victoriano: Compañero del Lenguaje de las Flores (2011).
- Nunca pedimos Alas (2015).